# Elbes dalgång i Dresden

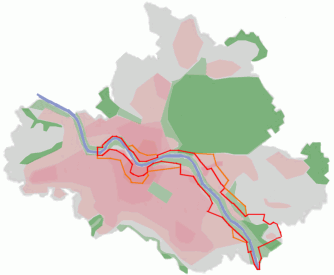
Karta över området

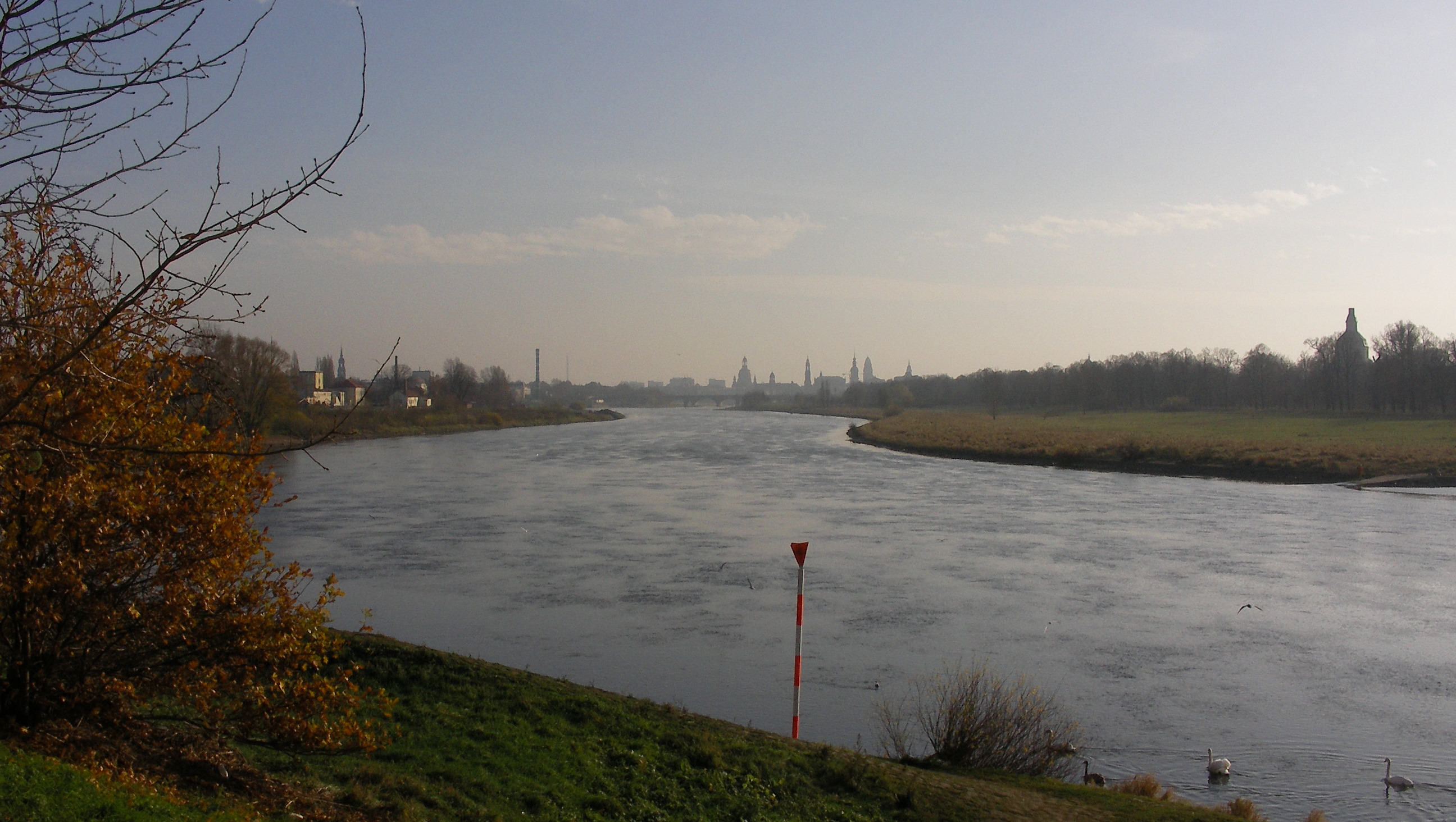
Elbes dalgång i Dresden

Elbes dalgång i Dresden är ett tidigare världsarv i Dresden, Tyskland. Dalgången, som går genom Dresdens centrala delar, är 20 kilometer lång och ett av kulturlandskapen längs den centraleuropeiska floden Elbe. Landskapet fick sitt värde tack vare att det är en del i det urbana området, liksom en del av de naturliga flodbankerna och sluttningarna.
Berömda delar av Elbes dalgång är Pillnitz vars slott och gamla by såväl som byn Loschwitz, tekniska byggnader som bron Lorchner Brücke, Standseilbahn Dresden eller Schwebebahn Dresden och stadens historiska centrum med de berömda byggnaderna Brühls terrass, Semperoper och Katholische Hofkirche. I det före detta världsarvet ingick även historiska förorter som Blasewitz och en del industriella områden.
Området togs upp på världsarvslistan 2004. Planerna på att bygga den fyrfiliga Waldschlößchen-bron visade sig bli kontroversiella. År 2006 ansåg Världsarvskommittén att ”planerna att bygga en bro över Elbe skulle ha så allvarlig påverkan på landskapets integritet att de kanske inte längre förtjänar att vara uppsatt på världsarvlistan”. Kommittén beslutade därför att sätta upp dalgången på listan över hotade världsarv ”med tanken att även överväga, på ett väl genomtänkt sätt, ta bort platsen från världsarvslistan 2007 om planerna fullföljdes.”
Dresdens stadsfullmäktige beslutade den 20 juli 2006 som en första reaktion och åtgärd att stoppa den offentliga upphandlingen av brobygget. Efter flera domstolsbeslut tvingades staden dock att påbörja bygget av bron i slutet av 2007. Världsarvskommittén beslutade i juli 2008 att låta dalen stå kvar på listan, i hopp om att bygget skulle stoppas. Bygget stoppades inte, och i juni 2009 beslöts att stryka Elbes dalgång i Dresden från världsarvslistan.